# Phlegra chrysops
Phlegra chrysops là một loài nhện trong họ Salticidae.
Loài này thuộc chi Phlegra. Phlegra chrysops được Eugène Simon miêu tả năm 1890.